# Fonovisa Records
Fonovisa Records é uma gravadora latino-americana que produz principalmente música de estilo mexicana. É conhecida por já ter tido contrato com artistas como Anahí, Cristian Castro, Enrique Iglesias, e Thalía.Na Década de 1980, a gravadora já foi chamada de Melody Serie Digital.
Em 2001, Fonovisa foi comprada da Televisa pela Univision Music Group. Fonovisa fazia parte da Univision Music Group até maio de 2008, quando foi comprada pela  Universal. Faz parte agora da  Universal Music Latin Entertainment. A Sede da Fonovisa é agora em Woodland Hills, Califórnia.

## Lista de artistas atuais
- Marco Antonio Solís
- Flans
- Alejandra Guzmán
- Jenni Rivera
- Conjunto Primavera
- Los Bukis
- Los Freddy's
- Los Tigres del Norte
- Los Temerarios
- Los Tucanes de Tijuana
- Duelo
- Los Angeles de Charly
- Avenida 6
- Los Rieleros Del Norte

## Lista de ex-artistas
- Cristian Castro
- Enrique Iglesias
- Ana Bárbara
- Thalía
- Anahí
- Lucero
- Noelia
- Elsa Garcia
- Chantal Andere